# تیکوس ایر
تیکوس ایر (به انگلیسی: Ticos Air) یک شرکت هواپیمایی است که در ۱۲ دسامبر ۲۰۱۲ میلادی تأسیس شده و در ۲۰۱۴ فعالیتش را آغاز کرده‌است. قطب تیکوس ایر در فرودگاه بین‌المللی خوآن سانتاماریا قرار دارد.